# Shiroi
Shiroi (jap. 白井市 Shiroi-shi) – miasto w środkowej części Japonii (prefektura Chiba), na wyspie Honsiu (Honshū). Ma powierzchnię 35,48 km². W 2020 r. mieszkało w nim 62 470 osób, w 24 071 gospodarstwach domowych  (w 2010 r. 60 353 osoby, w 21 115 gospodarstwach domowych).

## Miasta partnerskie
- Hrabstwo Campaspe